# 캐럴 버넷
캐럴 버넷(Carol Burnett, 1933년 4월 26일 ~ )은 미국의 배우이다.

## 영화
- 특종 기사 (1974년 영화)
- 어 웨딩
- 애니 (1982년 영화)
- 트럼펫을 부는 백조 (영화)
- 호튼 (영화)
- 포스트 그라드
- 마루 밑 아리에티
- 토이 스토리 4
- 록스타처럼! - 조앤 역

## 텔레비전
- 환상특급
- 고머 파일, U.S.M.C.
- 세서미 스트리트
- 머펫 쇼
- 올 마이 칠드런
- 플라시도 도밍고
- 매그넘 P.I.
- 매드 어바웃 유
- 천사의 손길
- 위기의 주부들
- 글리 (드라마)
- 핫 인 클리블랜드
- 하와이 파이브-0
- 앤지 트리베카
- 매드 어바웃 유
- 스쿠비 두, 게스 후?